# Distretto di Rohtak
Il distretto di Rohtak è un distretto dell'Haryana, in India, di 940 036 abitanti. È situato nella divisione di Rohtak e il suo capoluogo è Rohtak.